# Parque nacional Monte Coolum

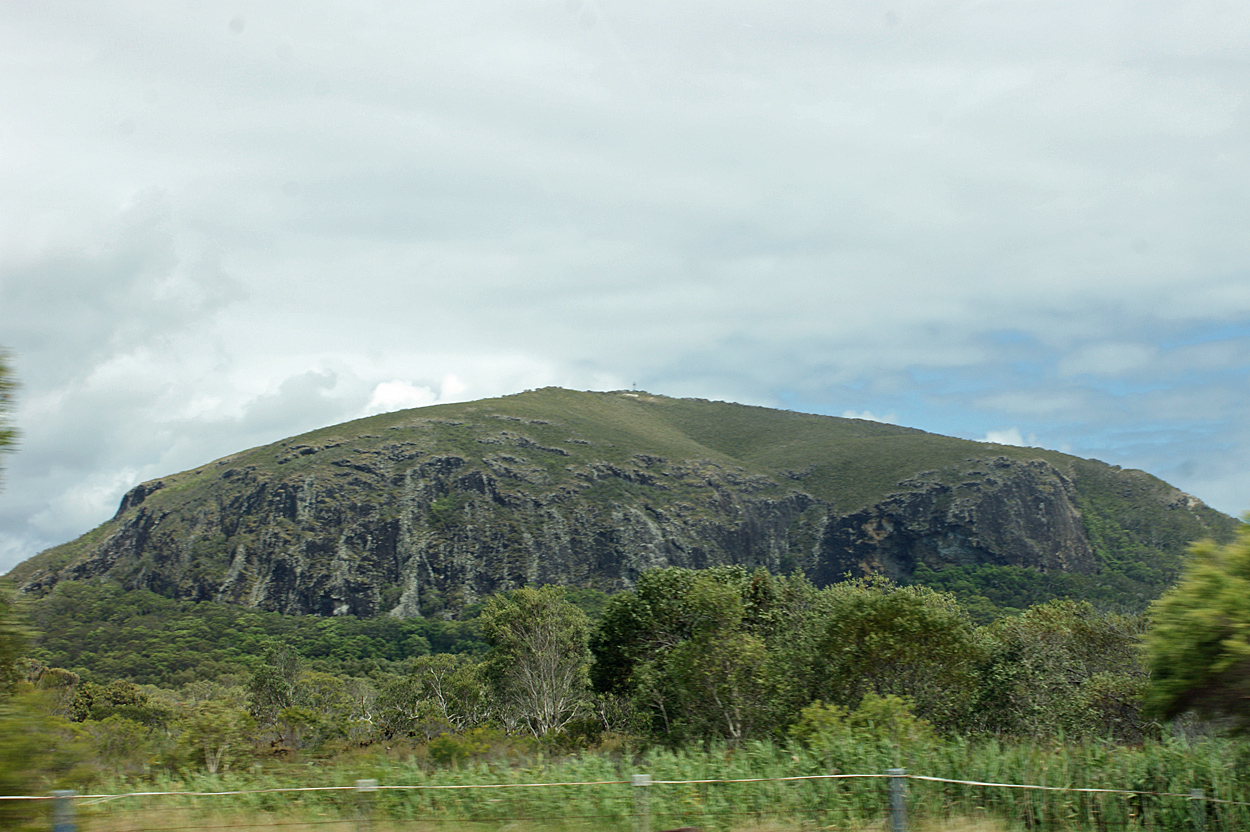
Monte Coolum

Monte Coolum es un parque nacional en Queensland (Australia), ubicado a 101 km al norte de Brisbane.

## Datos
- Área: 0,69 km²
- Coordenadas: 26°33′48″S 153°05′02″E / -26.56333, 153.08389
- Fecha de Creación: 1990
- Administración: Servicio para la Vida Salvaje de Queensland
- Categoría IUCN: II

Véase también:
- Zonas protegidas de Queensland

- Datos: Q1950299
- Multimedia: Mount Coolum National Park / Q1950299